# Weimar
Weimar (nemška izgovarjava: [ˈvaɪmaʁ], latinsko Vimaria, Vinaria) je mesto v zvezni deželi Turingija v Nemčiji. Leži v osrednji Nemčiji med Erfurtom na zahodu in Jeno na vzhodu, približno 80 kilometrov  jugozahodno od Leipziga, 170 kilometrov  severno od Nürnberga in 170 kilometrov  zahodno od Dresdna. Skupaj s sosednjima mestoma Erfurt in Jena tvori osrednje metropolitansko območje Turingije s približno 500.000 prebivalci. Samo mesto ima 65.000 prebivalcev (2022). Weimar je dobro znan zaradi svoje velike kulturne dediščine in pomena v nemški zgodovini.
Mesto je bilo središče nemškega razsvetljenstva in dom vodilnih osebnosti literarne zvrsti weimarskega klasicizma, pisateljev Johanna Wolfganga von Goetheja in Friedricha Schillerja. V 19. stoletju so znani skladatelji, kot je Franz Liszt, Weimar spremenili v glasbeno središče. Kasneje so v mesto prišli umetniki in arhitekti, kot so Henry van de Velde, Vasilij Kandinski, Paul Klee, Lyonel Feininger in Walter Gropius, ki so ustanovili gibanje Bauhaus, najpomembnejšo nemško oblikovalsko šolo med vojnama.
Politična zgodovina Weimarja v 20. stoletju je bila nestanovitna: to je bil kraj, kjer je bila po prvi svetovni vojni podpisana prva nemška demokratična ustava, ki je dala ime obdobju Weimarska republika v nemški politiki (1918–33). Bilo je tudi eno izmed mest, ki jih je nacionalsocialistična propaganda mitologizirala.
Do leta 1948 je bil Weimar glavno mesto Turingije. Številni kraji v mestnem središču so bili uvrščeni na Unescov seznam svetovne dediščine, bodisi kot del klasičnega weimarskega kompleksa (ki vsebuje spomenike klasičnega obdobja Weimarja v 18. in 19. stoletju) ali kompleksa Bauhaus (ki vsebuje stavbe, povezane z umetnostjo Bauhaus šola). Dediščinski turizem je eden od vodilnih gospodarskih sektorjev Weimarja.
Pomembne ustanove v Weimarju so Univerza Bauhaus, Glasbena šola Liszt, Knjižnica vojvodinje Ane Amalije in dve vodilni sodišči v Turingiji (Vrhovno upravno sodišče in Ustavno sodišče). Leta 1999 je bil Weimar evropska prestolnica kulture.

## Zgodovina

### Prazgodovina
Arheološke najdbe iz obdobja Turingov (3. do 6. stoletje) kažejo, da je bil weimarski del doline Ilm zgodaj poseljen. Tesna mreža naselbin je zavzemala večji del današnjega mesta.

### Srednji vek
Najstarejši zapisi o Weimarju segajo v leto 899. Njegovo ime se je skozi stoletja spreminjalo od Wimares prek Wimari do Wimar in končno Weimar; izhaja iz stare visoke nemščine wīh- (sveto) in -mari (stoječa voda, močvirje). Kraj je bil sedež grofije Weimar, prvič omenjene leta 949, ki je bila ena najmočnejših jurisdikcij v zgodnjem srednjem veku v Turingiji. Leta 1062 je bila združena z grofijo Orlamünde v novo grofijo Weimar-Orlamünde, ki je obstajala do vojne Turinških grofov leta 1346. Kasneje je pripadla Wettincem.
Weimarska naselbina je nastala okoli grofovega lesenega gradu in dveh cerkva, posvečenih svetemu Petru (kasneje glavna cerkev) oziroma svetemu Jakobu. Leta 1240 je grof v Oberweimarju ustanovil samostan, ki so ga vodile cistercijanske nune. Kmalu zatem so grofje Weimarski ustanovili mesto, ki je bilo od leta 1249 samostojna župnija in se je leta 1254 imenovalo civitas. Od leta 1262 so meščani uporabljali svoj pečat. Regionalni vpliv weimarskih grofov je upadal, ko se je v Turingiji povečal vpliv Wettincev. Zato je bilo novo mestece relativno obrobno v regionalnem kontekstu, tudi zaradi dejstva, da je bilo daleč od pomembnih trgovskih poti, kot je Via Regia. Naselje okoli cerkve sv. Jakoba se je v 13. stoletju razvilo v predmestje.
Potem ko je leta 1346 postal del ozemlja Wettincev, se je razvoj mesta izboljšal. Wettinci so spodbudili Weimar z ukinitvijo davka in podelitvijo privilegijev državljanom. Zdaj je Weimar postal enak drugim Wettiniskim mestom, kot je bil Weißensee, in se je v 15. stoletju povečal z ustanovitvijo mestne hiše in sedanje glavne cerkve. Leta 1438 je Weimar pridobil trgovske privilegije za silino ( Isatis tinctoria), rastlino, iz katere so izdelovali modro barvilo. Grad in obzidje so dokončali v 16. stoletju, tako da je Weimar postal popolno mesto.

### Zgodnje novoveško obdobje
Po leipziški pogodbi (1485) je Weimar postal del volilnega telesa Ernestinske veje Wettincev z Wittenbergom kot glavnim mestom. Protestantska reformacija je bila uvedena v Weimarju leta 1525; Martin Luther je večkrat bival v mestu. Ker so Ernestinci leta 1547 izgubili šmalkaldensko vojno, je njihova prestolnica Wittenberg pripadla Albertincem, tako da so potrebovali novo rezidenco. Ko se je vladar vrnil iz ujetništva, je Weimar leta 1552 postal njegova rezidenca in kot tak ostal do konca monarhije leta 1918. Prvi ernestinski ozemeljski delitvi leta 1572 so sledile različne, kljub temu pa je Weimar ostal glavno mesto različnih dežel Saška-Weimar. Dvor in njegovo osebje sta mestu prinesla nekaj bogastva, tako da je v 16. stoletju doživelo prvi gradbeni razcvet. 17. stoletje je Weimarju prineslo propad zaradi spremenjenih trgovinskih pogojev (kot v bližnjem Erfurtu). Poleg tega so ozemeljske delitve povzročile izgubo političnega pomena vojvod Saška-Weimar, njihove finance pa so se skrčile. Mestna ureditev je vedno bolj slabela in izgubljala svoje privilegije, kar je privedlo do absolutistične vladavine vojvod v začetku 18. stoletja. Po drugi strani pa je ta čas Weimarju prinesel nov gradbeni razmah in mesto je dobilo sedanjo podobo, ki jo zaznamujejo različne vojvodske reprezentančne stavbe. Mestno obzidje je bilo porušeno leta 1757 in v naslednjih desetletjih se je Weimar širil v vse smeri. Največja stavba, zgrajena v tem obdobju, je bil Schloss kot rezidenca vojvod (severni in vzhodni trakt: 1789–1803, zahodni trakt 1832–1835, južni trakt: 1913–1914). Med letoma 1708 in 1717 je v Weimarju kot dvorni organist delal Johann Sebastian Bach.

### Zlata ali klasična doba (1758–1832)
Obdobje od začetka regentstva vojvodinje Ane Amalije (1758–1775), po kateri se imenuje znamenita Weimarska knjižnica in njenega sina Karla Augusta (1775–1828) do Goethejeve smrti leta 1832 je označeno kot zlata ali klasična doba zaradi visoke ravni kulturne dejavnosti v Weimarju. Mesto je postalo pomembno kulturno središče Evrope, saj je bilo dom literarnih osebnosti, kot so Goethe, Schiller, Herder, Wieland in Bertuch; v glasbi pa klavirski virtuoz Hummel. To je bilo romarsko mesto za nemško inteligenco, odkar se je Goethe prvič preselil v Weimar leta 1775. Ko je tam živel je bil Goethe aktiven tudi v državljanskih dolžnostih. Dolgo časa je služil kot tajni svetovalec velikega vojvode Saške-Weimar-Eisenach. V mestu je mogoče najti grobnice Goetheja in Schillerja ter njune arhive. Goethejeve Elective Affinities (1809) se odvijajo okoli mesta Weimar. V primerjavi z mnogimi večjimi nemškimi deželami je bila politika vojvod v tem obdobju liberalna in strpna. Leta 1816 je začela veljati liberalna ustava Saške-Weimar.

### Srebrna doba in novi Weimar (1832–1918)
Čas po Goethejevi smrti je označen kot »srebrna« doba, ker je Weimar ostal vplivno kulturno središče. Prvi poudarek je bil spodbujanje glasbe. Leta 1842 se je Franz Liszt preselil v Weimar, da bi postal dvorni dirigent velikega vojvode. Liszt je v mestu organiziral premiero Lohengrina Richarda Wagnerja (1850) in svetovno premiero Saint Saënsove opere Samson in Dalila (1877). Glasbena šola Weimar je bila ustanovljena leta 1872 kot prva nemška šola za orkestre. Richard Strauss je med letoma 1889 in 1894 delal v Weimarju kot drugi dirigent v priznani Staatskapelle Weimar (dvorni orkester, ustanovljen leta 1491). Več njegovih ponovitev za dela, kot sta Don Juan in Macbeth je izvedla Staatskapelle Weimar. V Weimarju je leta 1893 premierno izvedel tudi Humperdinckovo opero Hänsel in Gretel. Friedrich Nietzsche se je leta 1897 preselil v Weimar in tri leta pozneje tam umrl.
Leta 1860 je bila ustanovljena Weimarska saška-velikovojvodska umetniška šola, predhodnica današnje Univerze Bauhaus. To je bil začetek akademskega umetniškega izobraževanja v Weimarju. Institucija je ustvarila svoj lasten slikarski slog, »weimarsko šolo« slikarstva s predstavniki, kot sta Max Liebermann in Arnold Böcklin. Kunstgewerbeschule Weimar je ustanovil Henry van de Velde s podporo velikega vojvode Viljema Ernesta leta 1902 in predstavlja drugo korenino Bauhausa, znano kot Das Neue Weimar (Novi Weimar) okrog Harryja Grafa Kesslerja. To je bil temelj proti pruski restriktivni politiki umetnosti, ki je favorizirala historicizem namesto mednarodne umetnosti in obrti ter art nouveau.
Že v 19. stoletju se je začelo skrbeti za Weimar in njegovo dediščino. Za predstavljanje in ohranjanje kulturnih znamenitosti in dobrin so bili ustanovljeni številni arhivi, društva in muzeji. Leta 1846 je Weimar povezala Turinška železnica. V naslednjih desetletjih je mesto doživelo gradbeni in populacijski razcvet (kot večina nemških mest poznega 19. stoletja). Kljub temu se Weimar ni industrializiral in je ostal mesto uradnikov, umetnikov in rentnikov. Med nemško revolucijo 1918–1919 je moral zadnji vladajoči veliki vojvoda Saške-Weimar-Eisenacha Viljem Ernest abdicirati in je odšel v izgnanstvo v Heinrichau v Šleziji.

### Weimarska republika
Obdobje v nemški zgodovini od 1919 do 1933 se običajno imenuje Weimarska republika, saj je bila republiška ustava pripravljena tukaj in ne v Berlinu, saj je, zaradi uličnih nemirov po nemški revoluciji leta 1918, prestolnica veljala za prenevarno, da bi jo Državni zbor uporabljal kot zbirališče. Miren in centralno lociran Weimar je imel primerno mesto (gledališče), hotele in infrastrukturo, zato je bil izbran za prestolnico.
Leta 1920 je zvezno deželo Turingijo ustanovilo združenje osmih nekdanjih mikrodežel (Saška-Weimar-Eisenach, Saška-Gotha, Saška-Altenburg, Saška-Meiningen, Schwarzburg-Rudolstadt, Schwarzburg-Sondershausen, Reuss-Gera in Reuss- Greiz) in Weimar je postal njeno glavno mesto. Zaradi tega dejstva je mesto doživelo še eno obdobje rasti.
Leta 1919 je Walter Gropius ustanovil šolo Bauhaus z združitvijo Weimarske saške-velike vojvodske umetniške šole z Kunstgewerbeschule Weimar. Bauhaus v Weimarju je trajal od leta 1919 do 1925, ko se je preselil v Dessau, potem ko je novoizvoljeni desničarski svet Turingije pritisnil na šolo z ukinitvijo financiranja in prisili njene učitelje, da zapustijo službo. Številne stavbe v Weimarju imajo danes vpliv iz obdobja Bauhaus. Vendar pa je bila v letih 1919–1925 zgrajena le ena prvotna stavba Bauhaus, Haus am Horn, ki se zdaj uporablja za razstave in dogodke o kulturi Bauhaus.
Dobo Weimarske republike je zaznamoval nenehen spopad med »naprednimi« in nacionalsocialističnimi silami, prve je v Weimarju zastopal Harry Graf Kessler, druge pa Adolf Bartels. Po letu 1929 so prevladale desničarske sile in Weimar je postal zgodnje središče nacizma.

### Nacistična Nemčija in druga svetovna vojna
Weimar je bil za naciste pomemben iz dveh razlogov: prvič, tam je bila ustanovljena osovražena Weimarska republika in drugič, v zadnjih stoletjih je bil središče nemške visoke kulture. Leta 1926 je NSDAP v Weimarju organizirala konvencijo stranke. Adolf Hitler je obiskal Weimar več kot štiridesetkrat pred letom 1933. Leta 1930 je Wilhelm Frick postal minister za notranje zadeve in šolstvo v Turingiji, prvi minister NSDAP v Nemčiji. Leta 1932 je v Turingiji na oblast prišla NSDAP pod vodstvom Fritza Sauckela. Leta 1933 so okoli Weimarja ustanovili prva nacistična koncentracijska taborišča v Nohri (prvo v Nemčiji) in Bad Sulza. Večina zapornikov v tem času je bila komunistov in socialnih demokratov. Po Kristalni noči leta 1938 se je nadlegovanje Judov okrepilo, tako da se jih je veliko izselilo ali so jih aretirali. Weimarska sinagoga je bila uničena leta 1938.
V 1930-ih so vojašnico v Weimarju močno razširili. Ena znana osebnost, ki je služila kot vojak v Weimarju, je bil Wolfgang Borchert, pozneje znan pesnik in dramatik. Ker je bilo glavno mesto Turingije, so nacisti med mestnim središčem in glavno postajo zgradili novo upravno središče v rimsko-fašističnem slogu. Ta Gauforum, ki ga je zasnoval Hermann Giesler, je bila edina nacistična vladna stavba, dokončana zunaj Berlina (čeprav so obstajali načrti za vse nemške državne prestolnice). Danes je v njem sedež državne uprave Turingije. Druge Gieslerjeve stavbe so Villa Sauckel, Guvernerjeva palača in Hotel Elephant v središču mesta.
Leta 1937 so nacisti ustanovili koncentracijsko taborišče Buchenwald osem kilometrov od središča mesta Weimar. Med julijem 1938 in aprilom 1945 je nacistični režim v taborišču zaprl približno 240.000 ljudi, vključno s 168 ujetniki zahodnih zaveznikov. Število smrti v Buchenwaldu je ocenjeno na 56.545. Koncentracijsko taborišče Buchenwald je zagotavljalo suženjsko delo za lokalno industrijo (proizvajalec orožja Wilhelm-Gustloff-Werk).
Središče mesta je delno poškodovalo bombardiranje ameriškega letalstva leta 1945, pri čemer je bilo ubitih okoli 1800 ljudi in uničenih veliko zgodovinskih stavb. Kljub temu je bila večina uničenih stavb kmalu po vojni obnovljena zaradi njihove pomembnosti v nemški kulturni zgodovini. Zavezniško kopensko napredovanje v Nemčijo je aprila 1945 doseglo Weimar, mesto pa se je 12. aprila 1945 predalo 80. pehotni diviziji ZDA. Prebivalcem Weimarja je bilo ukazano, naj se sprehodijo skozi Buchenwald, da bi videli, kaj se je dogajalo tako blizu mesta, kot je dokumentirano v filmu Billyja Wilderja Death Mills. Mesto je končalo v sovjetskem okupacijskem območju Nemčije, zato so ameriške čete kmalu zamenjale sovjetske sile.

### Po letu 1945
Med letoma 1945 in 1950 je Sovjetska zveza uporabljala okupirano koncentracijsko taborišče Buchenwald kot posebno taborišče NKVD za zapiranje poraženih nacistov in drugih Nemcev. Geslo tabora je ostalo Jedem das Seine. 6. januarja 1950 so Sovjeti Buchenwald predali vzhodnonemškemu ministrstvu za notranje zadeve.
Leta 1948 je vzhodnonemška vlada razglasila Erfurt za novo glavno mesto Turingije in Weimar je izgubil svoj vpliv na sodobno nemško kulturo in politiko. (Dežela Turingija je bila razpuščena leta 1952 in zamenjana s tremi Bezirki (okrožji) v reformi lokalne uprave; Weimar je pripadal Bezirku v Erfurtu.) Mesto je bilo poveljstvo 8. gardijske armade Sovjetske zveze kot del skupine sovjetskih sil v Nemčiji. Zaradi svoje slave in pomena za turizem je Weimar prejel več finančnih subvencij vlade NDR in ostal v boljšem stanju kot večina vzhodnonemških mest.
Po ponovni združitvi Nemčije leta 1990 je Weimar dočakal precejšnje gospodarske težave, vendar je financiranje obnovilo veliko tega, kar se je poslabšalo, in sta bila leta 1996 (Bauhaus) in 1998 (klasični Weimar)  uvrščena na Unescov seznam svetovne dediščine. Evropski svet ministrov je mesto izbral za Evropsko prestolnico kulture za leto 1999. Turizem je skozi desetletja postal pomemben gospodarski dejavnik. Weimar je zdaj priljubljeno prebivališče ljudi, ki delajo v Erfurtu in Jeni, ki sta oddaljena manj kot 20 minut.
Leta 2004 je v Knjižnici vojvodinje Ane Amalije izbruhnil požar. Knjižnica vsebuje zbirko s 13.000 zvezki, vključno z Goethejevo mojstrovino Faust, poleg vojvodinjine glasbene zbirke. Pred požarom so rešili verodostojno luteransko Biblijo iz leta 1534. Knjižnica je ena najstarejših v Evropi, saj sega v leto 1691 in je uvrščena na Unescov seznam svetovne dediščine. V knjižnici je bilo shranjenih več kot milijon zvezkov, od katerih jih je bilo štirideset do petdeset tisoč nepopravljivo poškodovanih. Številne knjige so v Leipzigu šokantno zamrznili, da bi jih rešili pred gnitjem. Knjižnica je bila ponovno odprta leta 2007.

## Geografija
Weimar leži v dolini reke Ilm, pritoka reke Saale na južni meji Turinške kotline, rodovitnega kmetijskega območja med hribovjem Harz 70 km na severu in Turinškim gozdom 50 km na jugozahodu. Občinski teren je gričevnat; višina mestnega središča v dolini Ilm je približno 200 m nadmorske višine. Na severu se teren dvigne do Ettersberga, hišni hrib mesta, visok 482 m. Hribovje na jugu Weimarja se dviga do 370 m in je del formacije Ilm Saale Plate Muschelkalk. Vzhodni, osrednji in zahodni del občinskega ozemlja je v kmetijski rabi, Ettersberg in nekateri južni predeli pa so gozdnati.
Weimar ima vlažno celinsko podnebje (Dfb) ali oceansko podnebje (Cfb) po Köppnovi podnebni klasifikaciji. Poletja so topla in včasih vlažna s povprečnimi najvišjimi temperaturami 23 °C in najnižjimi 12 °C. Zime so razmeroma hladne s povprečnimi visokimi temperaturami 2 °C in najnižjimi –3 °C. Topografija mesta ustvarja mikroklimo, ki jo povzroča položaj kotline z včasih inverzijo pozimi (precej mrzle noči pod –20 °C). Letna količina padavin je le 574 milimetrov z zmernimi padavinami skozi vse leto. Rahlo sneži predvsem od decembra do februarja, vendar snežna odeja običajno ne ostane dolgo.

### Upravna delitev
Weimar meji na okrožje dežele Weimarer z občinami Berlstedt, Ettersburg, Kleinobringen, Großobringen in Wohlsborn na severu, Kromsdorf, Umpferstedt in Mellingen na vzhodu, Vollersroda, Buchfart, Hetschburg, Bad Berka in Troistedt na jugu ter Nohra, Daasdorf am Berge, Hopfgarten in Ottstedt am Berge na zahodu.
Samo mesto je razdeljeno na 10 mestnih in 11 primestnih četrti. Središče tvorijo okrožje Altstadt (staro mesto) in Gründerzeit okrožja Nordvorstadt na severu, Parkvorstadt na vzhodu ter Westvorstadt na jugu in zahodu. Kasnejša dodatka sta Südstadt na jugu in Schönblick na jugozahodu. Končno sta tu še naselji Plattenbau, zgrajeni v obdobju NDR, Weststadt in Nordstadt ter dve industrijski coni na severu in zahodu.
11 primestnih okrožij so vasi, ki so bile vključene v 20. stoletju; vendar so do danes večinoma ostale podeželske.

### Demografija
Skozi stoletja je Weimar ostal majhno mesto z manj kot 5000 prebivalci. Ko je leta 1572 postal glavno mesto dežele Saška-Weimar, se je rast prebivalstva povečala iz 3000 leta 1650 na 6000 leta 1750. Okoli leta 1800 je Weimar imel 7000 prebivalcev. Njihovo število je z leti nenehno naraščalo na 13.000 leta 1850, 28.000 leta 1900 in 35.000 na začetku prve svetovne vojne. V medvojnem obdobju je nova prestolnica Turingije doživela razcvet prebivalstva, ki je leta 1940 povzročil 65.000 prebivalcev. V tem času so stopnje prebivalstva stagnirale. Leta 2009 do 2012 so prinesla zmerno rast, približno 0,35 %, medtem ko se prebivalstvo v obmejnih podeželskih regijah vse hitreje zmanjšuje. Suburbanizacija je imela v Weimarju le majhno vlogo. Do tega je prišlo po ponovni združitvi za kratek čas v 1990-ih, vendar je bila večina primestnih območij znotraj administrativnih mestnih meja.

## Kultura in znamenitosti

### Svetovna dediščina
Dve mesti svetovne dediščine se združita v Weimarju:
- Svetovno dediščino Klasični Weimar sestavlja 11 območij, povezanih z Weimarjem kot evropskim središčem razsvetljenstva v 18. in začetku 19. stoletja.
- Bauhaus in njegova območja v Weimarju, Dessauu in Bernauu. Svetovna dediščina obsega šest ločenih območij, dve v Weimarju, ki sta povezani z umetniško šolo Bauhaus, ki je revolucionarno vplivala na arhitekturno in estetsko mišljenje in prakso 20. stoletja.

### Muzeji
Weimar ima veliko različnih muzejev:
- Goethe-Nationalmuseum na Frauenplanu prikazuje življenje Johanna Wolfganga von Goetheja v njegovi nekdanji rezidenci.
- Goethejeva vrtna hiša v Parku an der Ilm prikazuje razstavo o Goetheju in njegovi povezanosti z naravo.
- Schillerjev muzej na Schillerstraße prikazuje življenje Friedricha Schillerja v njegovi nekdanji rezidenci.
- Goethe- und Schiller-Archiv na Hans-Wahl-Straße zbira zapuščino Goetheja, Schillerja in drugih različnih umetnikov. Leta 2001 je postala članica Unescovega programa Spomin sveta.
- Palača Wittumspalais na Theaterplatzu prikazuje zgodnji moderni dvorni način življenja s predmeti, kot sta pohištvo in porcelan.
- Lisztova hiša na Marienstraße prikazuje življenje Franza Liszta v njegovi nekdanji poletni rezidenci.
- Nietzsche-Archiv na Humboldtstraße prikazuje življenje in posestvo Friedricha Nietzscheja.
- Gedenkstätte Buchenwald v nekdanjem koncentracijskem taborišču Buchenwald obeležuje spomin na žrtve nacističnega terorja.
- V muzeju Bauhaus na Theaterplatzu je na ogled razstava o oblikovalski šoli Bauhaus.
- Schlossmuseum znotraj rezidence gradu razstavlja zgodnjenovoveške starine in druge predmete dvornega življenja.
- Knjižnica vojvodinje Ane Amalije na Platz der Demokratie je pomembna zgodnjemoderna knjižnica z različnimi tiskovinami.
- Novi muzej na Weimarplatzu prikazuje razstavo sodobne umetnosti.
- Stadtmuseum na Karl-Liebknecht-Straße razstavlja občinsko zgodovino Weimarja.
- Kunsthalle Harry Graf Kessler na Goetheplatzu gosti rotacijske razstave sodobnih umetnikov.
- Haus am Horn na ulici Am Horn je bila prva stavba, zasnovana v celoti po oblikovalskih načelih umetniške šole Bauhaus.
- Klasična fundacija Weimar (Fürstengruft) na zgodovinskem pokopališču je mavzolej slavnih Weimarčanov, kot sta Goethe in Schiller, ter vojvod Saxe-Weimarja.
- Muzej pred- in protozgodovine Turingije na Humboldtstraße razstavlja različne predmete zgodnje turinške zgodovine, kot so arheološke najdbe.
- Nnemški muzej čebel na Ilmstraße v okrožju Oberweimar gosti edino čisto razstavo o čebelah in čebelarstvu v Nemčiji.

- Goethejev muzej
- Schillerjev muzej
- Goethe- und Schiller-Archiv
- Bauhaus muzej
- Neues Museum
- Mestni muzej
- Muzej pred- in protozgodovine Turingije

### Mestna pokrajina
Zgodovinsko mestno jedro Weimarja je med reko Ilm na vzhodu, Grabenstraße na severu, Goetheplatz in Theaterplatz na zahodu ter Schillerstraße na jugu. Njegova dva osrednja trga sta Marktplatz na jugu (z mestno hišo) in Herderplatz na severu (z glavno cerkvijo). Kljub srednjeveškemu izvoru je srednjeveških stavb le nekaj, mnoge pa so uničili pogosti požari skozi zgodovino mesta. Večina stavb na tem območju je iz 17. in 18. stoletja. Poleg tega ima Weimar dve stari predmestji: na severu, Jakobsvorstadt okoli cerkve sv. Jakoba (srednjeveškega izvora) in drugo na jugu okoli trga Frauenplan. Tudi večina stavb na teh območjih je iz 17. in 18. stoletja. V poznem 19. in začetku 20. stoletja je Weimar rasel v vse smeri. Zaradi svoje funkcije »uradniškega mesta« so hiše na teh območjih obsežnejše kot v mnogih primerljivih četrtih Gründerzeit v Nemčiji. Najbolj gornja območja so tista desno in levo od Parka an der Ilm na jugovzhodu, medtem ko so zahodne in severne četrti bolj osnovne in mešane z industrijskimi območji v njihovih zunanjih delih. V obdobju NDR sta se na zahodu in severu mesta razvili dve novi naselji Plattenbau. Po letu 1990 je za kratek čas prišlo do suburbanizacije in podeželska okrožja Weimarja so doživela znatno rast kot del večjega mesta.

### Znamenitosti in arhitekturna dediščina

#### Religiozne stavbe
Glavna cerkev mesta je evangeličanska cerkev sv. Petra in Pavla na Herderplatzu (znana kot Die Herderkirche). Po požaru okoli leta 1500 je bila obnovljena v poznogotskem slogu. Med letoma 1726 in 1735 je notranjost baročno predelal Johann Adolf Richter. Johann Gottfried Herder je bil dekan cerkve med letoma 1766 in 1803. Druga stara evangeličanska cerkev v Weimarju je sv. Jakoba na Rollplatzu, prezidana leta 1712 v baročnem slogu. Rimskokatoliška župnijska cerkev Weimar je posvečena Srcu Jezusovemu in je bila zgrajena med letoma 1888 in 1891 v historicističnih oblikah, ki posnemajo Firenško stolnico. Druga cerkev je Ruska pravoslavna kapela znotraj zgodovinskega pokopališča. Zgrajena je bila leta 1862 kot pogrebna kapela velike vojvodinje Marije Pavlovne in je bila ena prvih stavb v ruskem slogu v Nemčiji.
Zanimivi cerkvi v predmestju sta luteranska župnijska cerkev Gelmeroda, ki je bila navdih za številne slike Lyonela Feiningerja, in luteranska župnijska cerkev Oberweimar, ki je bila nekdanji samostan in je dober primer gotske arhitekture v Weimarju.
- Cerkev sv. Petra in Pavla
- Cerkev svetega Jakoba
- Cerkev Presvetega Srca
- Ruska-pravoslavna kapela
- Župnijska cerkev Gelmeroda
- Župnijska cerkev Oberweimar

#### Dvorci in palače
Weimar je zaradi svoje funkcije vojvodske rezidence bogat z zgodnjemodernimi dvorci in palačami. Največji je Stadtschloss (Weimarska palača) na Burgplatzu v središču mesta. Današnjo štirikrilno stavbo so začeli graditi po velikem požaru leta 1774. Stolp in stavba Bastilje na njegovem jugozahodnem robu sta relikti starejših gradov na tem mestu.
Fürstenhaus na Platz der Demokratie je bila prva parlamentarna stavba v Weimarju, zgrajena v 1770-ih. Danes ga uporablja Glasbena šola v Weimarju. Grünes Schloss (Zeleni dvorec) je bil poleg Fürstenhausa zgrajen v 1560-ih v renesančnem slogu in danes gosti knjižnico vojvodinje Ane Amalije. Gelbe Schloss (Rumeni dvorec) na Grüner Marktu je bil zgrajen leta 1703 in je danes mestna knjižnica. Sosednji Rote Schloss (Rdeči dvorec) je prav tako del knjižnice in je bil zgrajen v 1570-ih. Wittumspalais je manjši vdovski dvorec v bližini Theaterplatza, ustanovljen leta 1768. Zunanji objekti vojvodske rezidence so Husarenstall (1770), poznejša rezidenca Charlotte von Stein na ulici Ackerwand, Marstall (1870) na Kegelplatzu, ki se danes uporablja kot dežela Turingije. Arhiv in Reithaus (1710) v Parku an der Ilm.
- Dvorišče Weimarske palače (Stadtschloss)
- Fürstenhaus
- Grünes Schloss
- Rote Schloss
- Wittumspalais
- Husarenstall
- Jahalnica

Poleg tega je okoli Weimarja nekaj impresivnih vojvodskih podeželskih rezidenc. Zaznamujejo jih čudoviti parki in vrtovi. Schloss Belvedere, jugovzhodno od Weimarja, je bil zgrajen med letoma 1724 in 1732 v baročnem slogu z oranžerijo v bližini vojvodskega lovskega gozda. Severovzhodno od Weimarja, v Ettersburgu, leži še ena vojvodska lovska koča poleg gore Ettersberg in njenega gozda. Zgrajena je bila med letoma 1706 in 1711 prav tako v baročnem slogu. Tretja poletna rezidenca, Schloss Tiefurt, je v Tiefurtu, severovzhodno od Weimarja. Majhna koča v širokem parku v dolini Ilm je bila leta 1775 prezidana v poznobaročnih oblikah.
- Schloss Belvedere, glavna stavba
- Schloss Belvedere, stranske stavbe
- Schloss Ettersburg
- Schloss Tiefurt

#### Drugo
- Mestno hišo na Marktplatzu je med letoma 1837 in 1841 v neogotskem slogu zgradil Heinrich Heß, potem ko je prejšnja (15. stoletje) pogorela.
- Dve glavni stavbi univerze Bauhaus na Marienstraße sta ikoni zgodnje moderne arhitekture 20. stoletja. Obe je zgradil Henry van de Velde med letoma 1904 in 1911. S svojimi funkcionalnimi oblikami (npr. strešna okna za boljše delovne pogoje v notranjosti) označujeta prehod od starejšega historicizma in secesije k novemu mednarodnemu modernemu slogu v Nemčiji.
- Nemško narodno gledališče na Theaterplatzu je bilo zgrajeno v letih 1906/07 v neoklasicističnih oblikah. Dva predhodnika sta bila po letih 1779 in 1825 v uporabi kot vojvodsko dvorno gledališče v zlati dobi Weimarja. Leta 1919 je weimarska narodna skupščina v tem gledališču razglasila weimarsko ustavo.
- Gauforum na Weimarplatzu je reprezentativna vladna četrt v rimsko-fašističnem slogu med središčem mesta in glavno postajo. Ta Gauforum, ki ga je zasnoval Hermann Giesler, je bil edino realizirano nacistično vladno okrožje zunaj Berlina (medtem ko so obstajali načrti za vse nemške državne prestolnice). Danes gosti državno ministrstvo Turingije.
- Park an der Ilm je največji mestni park ob reki Ilm med vojvodsko palačo in okrožjem Oberweimar. Ustanovljen je bil med letoma 1778 in 1833 in je danes angleški krajinski park, ki je del Unescove svetovne dediščine. Znamenitosti v parku so Goethejeva vrtna hiša (1690) in Römisches Haus (v slogu rimskega templja, 1790).
- Zgodovinsko pokopališče na Karl-Haußknecht-Straße je bilo odprto leta 1818 in gosti grobove Goetheja, Schillerja in mnogih drugih znanih ljudi iz Weimarja.
- Spomenik Goetheja in Schillerja na Theaterplatzu je najbolj znan spomenik v Weimarju. Izdelal ga je Ernst Rietschel med letoma 1852 in 1857, posvečen pa je  najpomembnejšima pesnikoma nemške klasične literature.
- Precej neznan spomenik je Lenin-light-box znotraj gledališke dvorane "La Redoute". To je kopija obarvanega okna Aleksandra Leonidoviča Koroljova, ki prikazuje Lenina v Petrogradu. (danes: Sankt Peterburg).[14]

- Mestna hiša
- Južna glavna stavba univerze Bauhaus
- Severna glavna stavba univerze Bauhaus
- Gledališče in spomenik Goethe-Schiller
- Spomenik Goethe-Schiller
- Ena stavba Gauforuma
- Rimska hiša v Parku an der Ilm

## Gospodarstvo
Območje okoli Weimarja je razmeroma rodovitno in 48 % občinske površine se uporablja za kmetijsko pridelavo. Najpogostejša so žita, koruza in ogrščica, znani kmetijski proizvodi iz regije Weimar pa so krompir (zlasti iz Heichelheima, 7 km severno) za jedi s turinškimi cmoki (Knödel iz krompirja), čebula (iz Heldrungena) in Oldisleben, 45 km severno), ki se oktobra prodajajo na weimarski čebulni tržnici in vino Saale-Unstrut iz Bad Sulzeja, 25 km severovzhodno.
Industrija v Weimarju nikoli ni bila prevladujoča, kljub temu pa je bilo do leta 1990 več velikih tovarn iz različnih sektorjev. Po ponovni združitvi so se skoraj vse tovarne zaprle, bodisi zato, ker niso sprejele svobodnega tržnega gospodarstva, bodisi ker jih je nemška vlada prodala zahodnonemškim poslovnežem, ki so jih zaprli, da bi se izognili konkurenci lastnim podjetjem. Po drugi strani je zvezna vlada začela v zgodnjih 1990-ih subvencionirati ustanavljanje novih podjetij, vendar je trajalo dolgo, preden se je gospodarska situacija okoli leta 2006 stabilizirala. Od tega časa se je brezposelnost zmanjšala in na splošno se ustvarjajo nova delovna mesta. Danes je v Weimarju veliko malih in srednje velikih podjetij s poudarkom na elektrotehniki in inženirstvu. Kljub temu naselitev novih tovarn ni v središču lokalne vlade, saj se osredotoča na razvoj turizma in storitev. Največja podjetja s proizvodnjo v Weimarju so Bayer (farmacevtska tovarna), Coca-Cola (pijače ) in Hydrema (tovarna tovornjakov). Nova velika trgovska cona je bila ustanovljena v 1990-ih v sosednji občini Nohra s poudarkom na logistiki in distribuciji.
Weimar je zaradi svoje tradicije glavnega mesta središče vladnih služb do danes. Poleg tega so kreativne panoge, kot so mediji, oglaševanje, arhitektura in oblikovanje, pomembne za weimarsko gospodarstvo. Najpomembnejša panoga je turizem. Druge storitve, kot so maloprodaja, sejmi in specializirane bolnišnice, bolj prinašata bližnji sosednji mesti Erfurt in Jena s svojo infrastrukturo.

## Pobratena mesta
Weimar je pobraten z:
- Blois, Francija
- Hämeenlinna, Finska
- Siena, Italija
- Trier, Germany
- Zamość, Poljska

### Prijateljska mesta
Weimar ima prijateljske odnose z:
- Fulda, Nemčija
- Kamakura, Japonska
- Širaz, Iran